# Junko Tabei

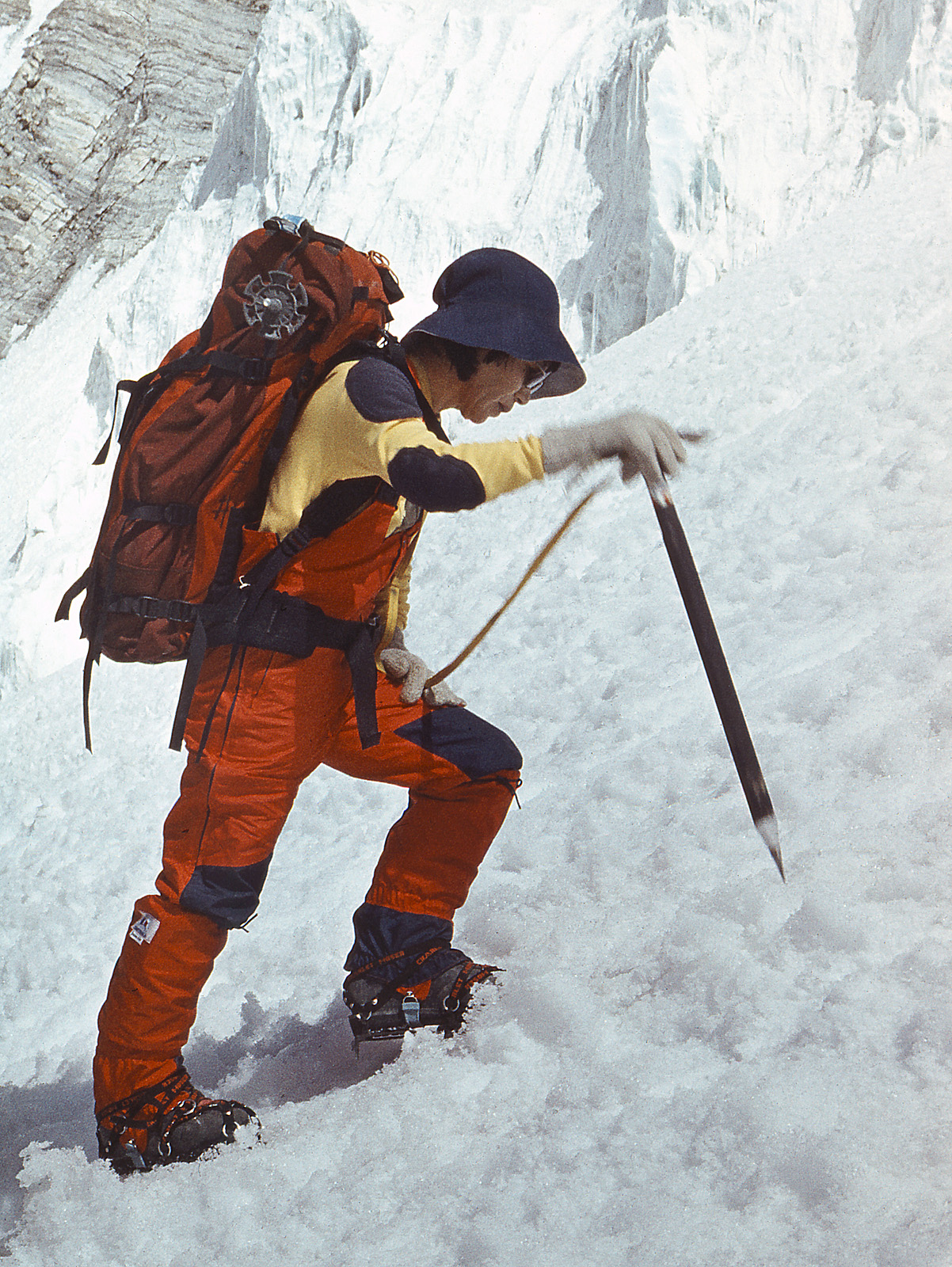
Junko Tabei am Pik Kommunismus, 1985

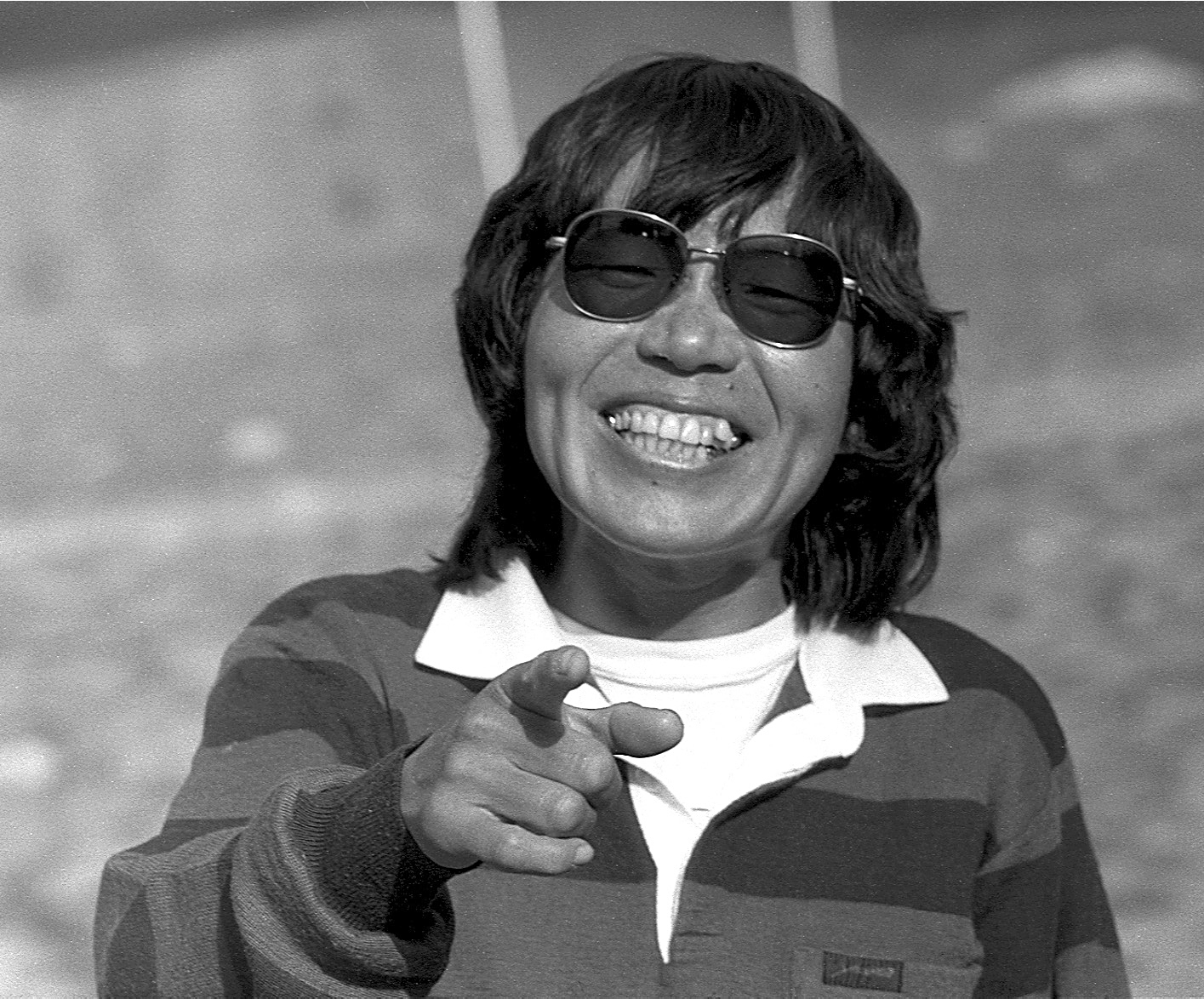
Junko Tabei (1985)

Junko Tabei (jap. 田部井 淳子, Tabei Junko; * 22. September 1939 in Miharu, Präfektur Fukushima; † 20. Oktober 2016 in Kawagoe) war eine japanische Bergsteigerin, die am 16. Mai 1975 als erste Frau den Gipfel des Mount Everest bestieg.

## Leben
Junko Ishibashi wurde im Jahre 1939 in Miharu als jüngstes der sieben Kinder von Morinobu und Kiyo Ishibashi geboren. Als sie im Alter von zehn Jahren den Nasu-dake im Nikkō-Nationalpark bestieg, veränderte diese Erfahrung ihr Leben: Bergsteigen wurde ihre Leidenschaft und Berufung. Sie studierte an der Shōwa-Universität Englische Literatur und schloss sich dem dortigen Bergsteiger-Club an. Schon bald war sie in der Bergsteigerszene als exzellente Felskletterin bekannt. Beim Klettern lernte sie Masanobu Tabei kennen, die beiden heirateten 1967.
Nach vielen Besteigungen japanischer Berge gründete Junko Tabei zusammen mit Eiko Miyazaki, Michiko Sekita und Yoshiko Wakayama 1969 den Joshi-Tohan Club, einen Bergsteigerverein mit ausschließlich weiblichen Mitgliedern, die das Ziel einer Himalaya-Expedition verfolgten. Im März 1970 begann die „Japanese Women‘s Annapurna Expedition“ mit neun Teilnehmerinnen. Am 19. Mai 1970 erreichten Junko Tabei und Hiroko Hirakawa als erste Frauen den Gipfel der Annapurna III.
Nach diesem Erfolg steckte sich der Joshi-Tohan Club das nächste Ziel: den Mt. Everest. Nach dem Erhalt der Genehmigung seitens der nepalesischen Regierung für eine Besteigung im Jahr 1975 begann jahrelange Trainings- und Planungsarbeit. In dieser Vorbereitungszeit, im Februar 1972, kam Tabeis Tochter Noriko zur Welt. Nach drei Jahren Planung und Geldsorgen (die Annapurna-Expedition wurde von den Teilnehmerinnen aus eigener Tasche bezahlt, Mt. Everest war so nicht mehr finanzierbar) erklärten sich schließlich die Zeitung Yomiuri Shimbun und der Fernsehsender Nippon TV zu einem Sponsorenvertrag bereit, was weitere Geldspenden nach sich zog. Dennoch planten die Bergsteigerinnen die Expedition mit vergleichsweise knappen Budget, was ein Mitgrund war, dass letztlich nur Junko Tabei zusammen mit dem Sherpa Ang Tsering für die letzte Etappe zum Gipfel ausgerüstet werden konnte.
Das fünfzehnköpfige Team, die „Japanese Women’s Everest Expedition“ reiste im Frühjahr des Jahres 1975 nach Kathmandu und stellte ein Sherpa-Team zusammen. Es nutzte dieselbe Route wie die Erstbesteiger Tenzing Norgay und Edmund Hillary. Am 4. Mai wurden Teile des Camp 2 auf einer Höhe von 6300 Metern von einer Lawine verschüttet. Alle Bergsteigerinnen wurden unter den Schneemassen begraben. Junko Tabei verlor für etwa sechs Minuten das Bewusstsein, bis ein Sherpa sie ausgrub. Entgegen den Erwartungen (am ersten Tag nach dem Unglück konnte Tabei nicht selbstständig gehen) erholten sie und die anderen Verschütteten sich vor Ort von diesem Unfall und setzten die Expedition fort. Am 16. Mai 1975 erreichte Junko Tabei als erste Frau den Gipfel des Mt. Everest.
Im August 1978 kam Junko Tabeis Sohn Shinya zur Welt.
1981 war sie die erste Frau, die den Shishapangma (8027 m) in China bestieg. Nach den erfolgreichen Besteigungen der Carstensz-Pyramide (4884 m) in Indonesien und des Elbrus (5642 m) in Russland war Tabei im Jahr 1992 die erste Frau, die die Seven Summits, die höchsten Berge aller sieben Erdteile, bestiegen hatte.
Von 1990 bis 2004 war Tabei Vorsitzende des Himalayan Adventure Trust of Japan.
Nach dem Tohoku-Erdbeben und Tsunami 2011 gründete der Himalayan Adventure Trust of Japan das Projekt „Cheer up Tohoku“, das zum Ziel hatte, Überlebenden der Katastrophe durch Bergwanderungen neue, positive Erfahrungen zu bringen. Junko Tabei beteiligte sich mit dem  Projekt „Mount Fuji for the high school students of Tohoku earthquake“, in dem sie geführte Besteigungen des Fujiyama (3776 m) für Schüler der vom Erdbeben und Tsunami betroffenen Regionen organisierte.
Im Jahr 2012 wurde ein Krebsleiden diagnostiziert, an dem sie am 20. Oktober 2016 starb. Wenige Monate zuvor, im Juli 2016, hatte sie auf ihrer letzten Bergtour am Fujiyama die Höhe von 3010 m erreicht.

## Ehrung
- Am 23. Mai 2000 wurde ein Asteroid nach ihr benannt: (6897) Tabei.[3]